# آيت اسعيد او درار (إغزران)
آيت اسعيد او درار هي إحدى مشيخات المملكة المغربية، تتبع جغرافيا لإقليم صفرو وإداريًا لإغزران. يقدر عدد سكانها بـ 1377 نسمة حسب الإحصاء الرسمي للسكان والسكنى لسنة 2004.